# Charles Winkler
Charles Winkler es un director y productor de cine y televisión estadounidense. Es hijo del también director y productor Irwin Winkler y de la actriz Margo Winkler.

## Filmografía como director
- You Talkin' to Me? (1987)[1]
- Disturbed (1990)[2]
- Red Ribbon Blues (1996)[3]
- Rocky Marciano (1999)[4]
- At Any Cost (2000)[5]
- Shackles (2005)[6]
- La Red 2.0 (2006)[7]
- Streets of Blood (2009)